# Content Warning
Content Warning è un videogioco survival horror del 2024.

## Modalità di gioco
Il gameplay di Content Warning presenta delle somiglianze con Lethal Company e Phasmophobia, che è un videogioco survival horror cooperativo giocato in prima persona . Il giocatore fa squadra con un massimo di altri tre giocatori per avventurarsi attraverso la campana subacquea nel Vecchio Mondo, rovine sotterranee con ingressi discendenti a stanze generate proceduralmente insieme a oggetti perduti, artefatti e creature ostili. Mentre i giocatori sono nel Vecchio Mondo, hanno misuratori di ossigeno che si esauriscono lentamente nell'arco di cinquecento secondi a meno che non si trovino all'interno della campana subacquea, il che mette in pausa il timer.
I giocatori hanno il compito di portare con sé una telecamera per registrare i mostri che incontrano, quindi scappare con la campana subacquea per tornare a Sky Island e caricare il video registrato su Spooktube per ottenere visualizzazioni e entrate pubblicitarie . Il numero di visualizzazioni e denaro guadagnato è proporzionale alla pericolosità dei mostri catturati, alla loro presenza sullo schermo e alla loro interazione con i giocatori. Anche alcuni utilizzi dei gadget aumentano i numeri quando vengono registrati. Una volta caricato, i giocatori possono salvare il video sul loro file di computer in formato .webm.

## Attrezzatura
A Sky Island, i giocatori possono interagire con un chiosco di fronte alla casa per acquistare oggetti con i soldi guadagnati. Gli oggetti acquistabili sono ordinati nelle seguenti categorie; 
Luci: questi articoli forniscono illuminazione, come torce e razzi. Le torce possono essere ricaricate presso una stazione designata vicino alla campana subacquea.
Medico: questa categoria include oggetti come l'Hugger, che ripristina gradualmente la salute dei giocatori nelle vicinanze, e il Defibrillatore, che può rianimare un giocatore deceduto.
Gadget: i gadget sono oggetti pensati per migliorare le registrazioni in-game o offrire difesa. Esempi includono il batacchio, il riproduttore audio e il microfono boom, che aumentano il numero di visualizzazioni nelle registrazioni, così come strumenti difensivi come la palla di melma, il rampino e il bastone elettrico. La palla di melma crea una grande sfera di melma che rallenta qualsiasi entità tocchi. Il bastone elettrico stordisce temporaneamente qualsiasi creatura o giocatore che entri in contatto con la sua estremità. Il rampino consente ai giocatori di tirare altri giocatori o creature verso di loro o di tirare se stessi verso un punto ancorato nell'ambiente.
Emote: questa categoria include un set di libri di emote consumabili. I giocatori possono eseguire varie emote, che aumentano il numero di visualizzazioni quando vengono utilizzate di fronte a una telecamera.
Varie: questa categoria contiene il party popper, un oggetto consumabile che emette un forte rumore e rilascia coriandoli quando viene utilizzato.
Ogni oggetto occupa un singolo slot di inventario e i giocatori possono trasportare fino a tre oggetti alla volta. Oltre agli oggetti acquistati, i giocatori possono scoprire oggetti sparsi casualmente nell'ambiente del Vecchio Mondo. Gli artefatti, che forniscono un leggero aumento del conteggio delle visualizzazioni quando vengono registrati, sono oggetti non acquistabili che possono avere effetti pericolosi unici. Gli artefatti non possono essere trasportati di nuovo a Sky Island e tutti gli oggetti lasciati nel Vecchio Mondo vengono persi definitivamente.

## Mostri
A partire dall'aggiornamento di maggio 2024, l'avviso di contenuto presenta 32 mostri. Questi mostri interagiscono con i giocatori in modi diversi.
·Lumaca, una creatura bipede con un guscio sul dorso e una faccia cava. Inseguirà i giocatori con una velocità di movimento lenta e catturerà un giocatore vicino a contatto e lo tratterrà temporaneamente, esaurendo la sua salute nel tempo.
·Bomber, la creatura che seguirà il giocatore da lontano prima di lanciargli una bomba. La bomba ha una bassa velocità di proiettile e impiega un po' di tempo per esplodere, infliggendo danni ad area e respingendo chiunque si trovi nel raggio dell'esplosione.

## Personalizzazione
I giocatori possono personalizzare il volto del loro personaggio tramite un monitor situato nella camera da letto nell'area della hall. Questa funzionalità di personalizzazione consente ai giocatori di cambiare il colore della visiera del casco da sub da una tavolozza preimpostata e di inserire emoticon, simboli basati su testo composti da segni di punteggiatura e lettere per rappresentare il loro personaggio.

## Pubblicazione
Content Warning è stato sviluppato da febbraio ad aprile 2024 da un team di cinque sviluppatori. Sul sito web di Landfall si afferma che il gioco è stato sviluppato principalmente durante una game jam interna a Seoul, Corea del Sud. Il gioco è stato lanciato il 1° aprile 2024 ed è stato disponibile gratuitamente per le prime 24 ore.

## Reception
Content Warning ha ricevuto recensioni positive su piattaforme di gioco online come Steam . Entro dodici ore dal lancio del gioco, ha raggiunto 50 mila giocatori simultanei su Steam . Il gioco ha raggiunto un massimo storico di oltre 200 mila giocatori simultanei in meno di 24 ore dopo il lancio. Durante il periodo di lancio, è stato affermato che il gioco è stato rivendicato da circa 6,2 milioni di utenti Steam. A metà aprile 2024, Landfall ha affermato che il gioco aveva venduto più di un milione di copie in aggiunta a quelle dichiarate mentre era gratuito.